# Ostiz
Ostiz (Ostitz en euskera y de forma oficial) es una localidad española y un concejo de la Comunidad Foral de Navarra perteneciente al municipio de Odieta. 
Localizado en la Merindad de Pamplona, en la comarca de Ultzamaldea, y a 14,5 km de la capital de la comunidad, Pamplona, destaca por su gran belleza paisajística. Su población en 2014 fue de 89 habitantes (INE), su superficie es de 2,23 km² y su densidad de población es de 39,91 hab/km².

## Geografía física

### Situación
La localidad de Ostiz está situada en la parte centro del municipio de Odieta a una altitud de 505 m s. n. m. Su término concejil tiene una superficie de 2,23 km² y limita al norte con Burutáin; al este con Beraiz; al sur con Edériz y al oeste con Anocíbar.
|                 | Norte: Burutáin |              |
| Oeste: Anocíbar |                 | Este: Beraiz |
|                 | Sur: Edériz     |              |

## Geografía humana

### Demografía
| Gráfica de evolución demográfica de Ostiz entre 1842 y 1920 |
| |
| Población de derecho según los censos de población del INE Población de hecho según los censos de población del INEEntre el censo de 1930 y el anterior, este municipio desaparece porque se integra en el municipio 31186 (Odieta) en el año 1927 |

| Gráfica de evolución demográfica de Ostiz entre 2000 y 2010 |
|                                                             |
| Datos según el nomenclátor publicados por el INE.           |